# Coccinia buettneriana
Coccinia buettneriana là một loài thực vật có hoa trong họ Cucurbitaceae. Loài này được Cogn. mô tả khoa học đầu tiên năm 1887.